# Бенак ет Казнак
Бенак ет Казнак (фр. Beynac-et-Cazenac) насеље је и општина у југозападној Француској у региону Аквитанија, у департману Дордоња која припада префектури Сарла ла Канеда.
По подацима из 2011. године у општини је живело 542 становника, а густина насељености је износила 42,54 становника/km². Општина се простире на површини од 12,74 km². Налази се на средњој надморској висини од 150 метара (максималној 288 m, а минималној 53 m).

## Демографија
| 1962. | 1968. | 1975. | 1982. | 1990. | 1999. | 2011. |
| ----- | ----- | ----- | ----- | ----- | ----- | ----- |
| 355   | 410   | 411   | 460   | 498   | 506   | 542   |